# Termofor
Termofor je naprava za izravno ugrijavanje površinskih dijelova tijela. Najjednostavniji i najčešće rabljeni termofor plosnati je gumeni jastuk s nepropusnim čepom na zavrtanj, koji se napuni vrućom vodom željene temperature. Električni termofor, ovisno o namjeni, ima oblik jastuka, pokrivača, čizme i drugo. U vatrostalnom omotaču nalazi se grijač, a na priključnom kabelu regulator za jačinu grijanja. Kod primjene termofora valja paziti da ne nastanu opekline kože (osobito u osoba s oštećenim osjetnim živcima), a termoforu valja provjeravati ispravnost (zbog opasnosti od električnog udara). Termofor se upotrebljava i za zagrijavanje kreveta.
Patentirao ga je Eduard Slavoljub Penkala.